# Caesarforum

Forum Iulium

Das Caesarforum (Latein Forum Iulium) ist das älteste der vier Kaiserforen Roms, errichtet durch Gaius Iulius Caesar und dessen Nachfolger Augustus im 1. Jahrhundert v. Chr.

## Geschichte
In den beiden Dekaden nach dem Tod Sullas († 78 v. Chr.) stieg die Bevölkerung Roms aufgrund eines starken Zuzugs von Einwohnern aus der Provinz, von Kriegsveteranen und verarmten Kleinbauern sprunghaft. Die alten Anlagen des Forum Romanum reichten platzbedingt nicht mehr aus, um den Anforderungen der gewachsenen Einwohnerzahl zu entsprechen. Der zweite wichtige Grund für den Bau des neuen Forums war der in der römischen Aristokratie erwachte Wunsch nach Selbstdarstellung, so wie es die Römer an den griechisch-hellenistischen Königshöfen gesehen hatten. Dadurch angeregt kam es zu einem regelrechten Wettstreit um die prächtigsten Bauten in Rom zwischen Pompeius und Caesar. Ersterer hatte mit dem Bau des ersten festen Theaters der Stadt vorgelegt. Caesar zog mit einem Forum nach.
Begonnen wurde mit dem Bau 54 v. Chr. Um für die neue Anlage genügend Raum zu schaffen, wurden zahlreiche Grundstücke des Argiletum von Caesar aufgekauft und einplaniert. Auch der Lehmboden des zum Quirinal hin ansteigenden Geländes wurde eingeebnet. Cicero war Teil jener Arbeitsgruppe die mit der Planung des Forums beauftragt war. In einem seiner Briefe spricht er von Kosten in Höhe von 60 Millionen Sesterzen, die Caesar aus eigener Tasche an die Hausbesitzer für ihre Grundstücke gezahlt haben soll. Andere Autoren berichten sogar von 100 Millionen Sesterzen. Zum Vergleich: Eine komplette Legion des römischen Staats kostete jährlich um die 12 Millionen Sesterzen.
Anlässlich seines Triumphes im September 46 v. Chr. weihte Caesar den noch unvollendeten Bau ein. Das Forum Iulium diente dem Diktator zu Lebzeiten auch als Schaubühne seiner Macht. Unter anderem empfing er hier 44 v. Chr. vor dem Tempel der Venus Genetrix den Senat auf einem Stuhl sitzend, anstatt, wie es die Tradition verlangte, vor den sogenannten eingeschriebenen Vätern aufzustehen. Die Fertigstellung seines Großprojekts erlebte Caesar aufgrund seiner Ermordung an den Iden des März 44 v. Chr. jedoch nicht mehr. Vollendet wurde das Caesarforum durch Kaiser Augustus, der es auch teils umbauen und um etwa 20 m erweitern ließ. Bezüglich der Funktion des Forum Iulium schreibt Appian: Es solle „den Römern als Forum dienen, nicht für Marktgeschäfte, sondern als Treffpunkt für Erledigungen öffentlicher Angelegenheiten...“
Nach dem Forum Iulium folgte der Bau weiterer, noch größerer und prächtiger ausgestatteter Foren durch Caesars Nachfolger, doch Caesars eigenes Forum blieb während der gesamten Periode des Römischen Reiches von Bedeutung für die Ewige Stadt. Dies zeigt sich etwa durch mehrere Wiederaufbau- und Erhaltungsbestrebungen. Große Teile des Forums wurden während der Herrschaft der Kaiser Carinus und Numerian durch einen Brand 283 n. Chr. zerstört. Der Chronograph des Jahres 354 n. Chr. berichtet, dass im Jahre 303 n. Chr. Diokletian und Maximian das zerstörte Forum Iulium und die beim gleichen Brand demolierte Curia Iulia wiederaufbauen ließen. Neuere Forschungen zeigen jedoch anhand der Analyse von aufgefundenen Ziegelstempeln, dass der Wiederaufbau erst später erfolgte, etwa zwischen 306 und 312 n. Chr., also in der Zeit von Kaiser Maxentius. Maxentius war ein Verfechter traditioneller und kultureller Werte, weshalb der Wiederaufbau des Caesarforums große Bedeutung für seine Politik hatte. Der Wiederaufbau geschah in verschiedenen Bereichen unterschiedlich stark, dabei wurden Teile des Forums völlig neu gebaut und abgeändert. Nach Maxentius’ Herrschaft behielt das Caesarforum zumindest noch ein weiteres Jahrhundert seine Bedeutung, ersichtlich an den Baumaßnahmen des Anicius Auchenius Bassus (Stadtpräfekt von 357 bis 382 n. Chr.) und des Stadtpräfekten Nicomachus Flavianus dem Jüngeren. Letzterer richtete 393/394 n. Chr. am Forum Iulium das secretarium senatus, dessen Funktion unklar ist, das vielleicht aber als Gericht des Stadtpräfekten fungierte. Er stattete es noch einmal mit weiteren Ehrenstatuen auf wiederverwendeten Marmorsockeln aus. Dieses secretarium brannte schon wenige Zeit später ab und wurde 412 von dem Stadtpräfekten Flavius Annius Eucharius Epiphanius wiederhergestellt.

## Architektur

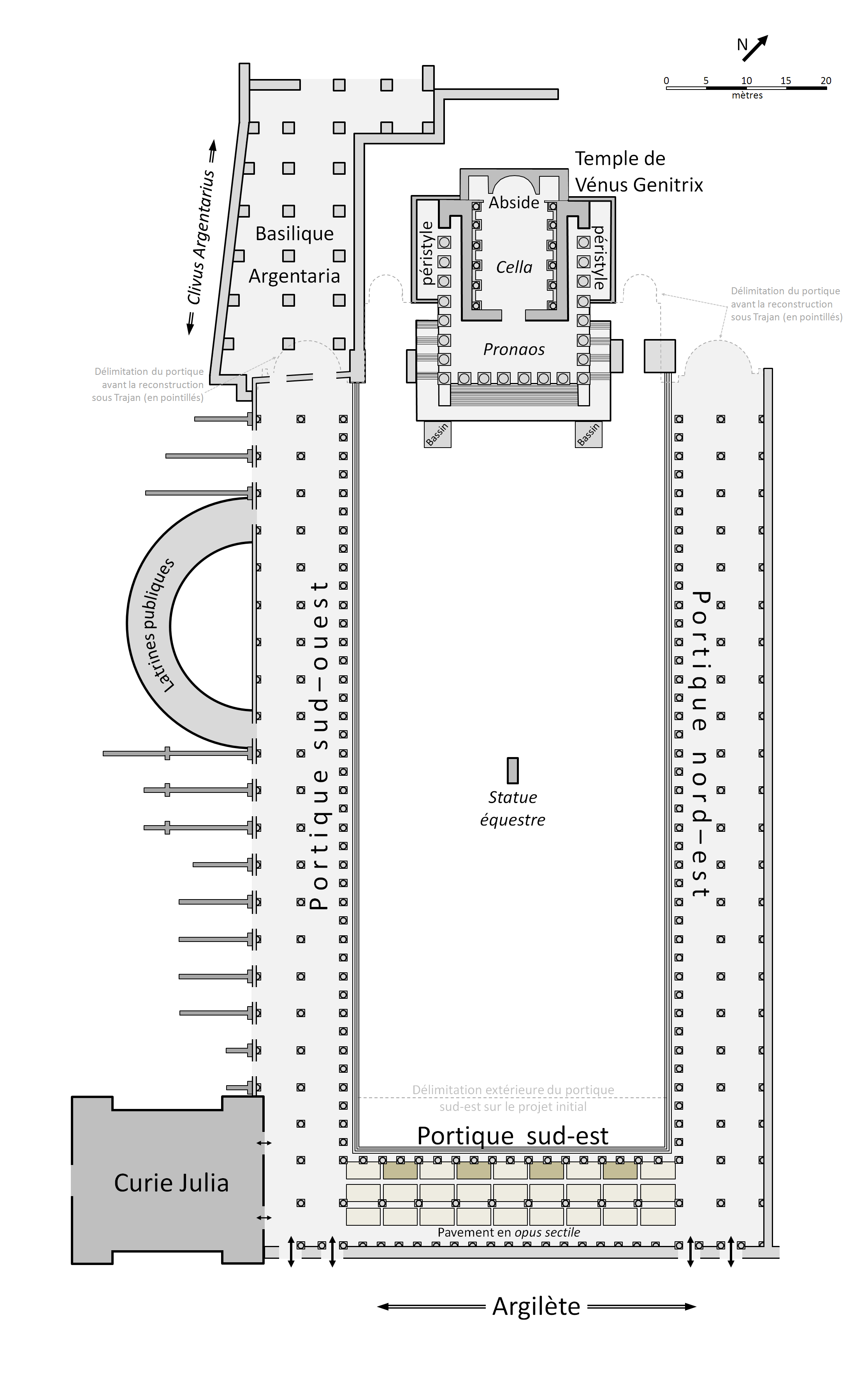
Grundriss des Caesarforums zur Zeit von Augustus

Das Caesarforum war nach Stand der letzten Ausgrabungen ein rechteckiger Platz, ungefähr 160 m lang und 50 m breit. An drei Seiten umschlossen Portiken das Areal. An der offenen Schmalseite befand sich der Tempel der Venus Genetrix, der göttlichen Stammmutter des Geschlechtes der Iulier. Da das Forum als Umfassung des Tempels gedacht war, war der Zugang, zumindest zur Zeit Domitians, nur über Nebeneingänge möglich. Durch seine hohen Umgrenzungsmauern wirkte das Caesarforum, genauso wie alle Kaiserforen, wie eine abgeschlossene Anlage. Die Portiken besaßen eine Breite von 13,50 m und bestanden aus einer doppelten Reihe, kannelierter Säulen aus Carrara-Marmor. Die vom Platz aus gesehen äußere Säulenreihe wies eine korinthische Ordnung auf. Die Böden der Portiken bestanden zu Zeiten Caesars und Augustus ebenfalls aus weißen Marmorplatten. Augustus’ Umbauten sind ebenfalls noch gut zu erkennen. Die drei im südlichen Bereich des Forums parallel verlaufenden Fundamente in opus caementicium beweisen, dass das Caesarforum ursprünglich 20 m kürzer gewesen war. Die Erweiterung hatte den Sinn, dass die Curia Iulia so an das Caesarforum angeschlossen werden konnte. Bemerkenswert ist, dass die zu Caesars Zeiten noch geschlossene, südliche Begrenzungsmauer des Forums in Richtung des Argiletums unter Augustus durch einen offenen Säulengang mit toskanischer Ordnung ersetzt wurde, was ganz im Gegensatz zum ansonsten eher geschlossenen Charakter der Kaiserforen stand.
Während des Wiederaufbaus unter Kaiser Maxentius im 3. Jahrhundert änderte sich das Bild des Forums radikal. Die Fassade des Tempels der Venus Genetrix war nach dem Brand einsturzgefährdet, weshalb eine dicke Stützmauer quer durch den Tempelportikus gezogen und die Frontsäulen darin integriert wurden. Die zwei mittleren Frontsäulen wurden außerdem entfernt, um Platz für ein Zugangsportal zur Cella des Tempels zu schaffen. Die das Forum umgebenden Portiken wurden ebenfalls völlig neu erbaut. Dabei wurden jedoch völlig unterschiedliche Säulen, glatte sowie kannelierte und von verschiedenem Gestein, verwendet. Säulen aus verschiedenen Marmorarten und rotem und grauem Granit kamen zum Einsatz, die dem Forum nun ein wesentlich bunteres Aussehen bescherten als die ursprünglichen, einheitlich gestalteten Säulen. Die Säulen wurden auf weiße, würfelartige Basen gesetzt, was dem architektonischen Modegeschmack jener Zeit entsprach.

## Nachantike Nutzung des Geländes
Das Ende des Caesarforums kam mit der Entvölkerung und dem Verfall der gesamten Stadt Rom am Ende der Antike. Nicht nur Caesars Forum, auch die anderen Kaiserforen und das Forum Romanum wurden von der Bevölkerung verlassen, welche sich zum Marsfeld und nach Trastevere, näher zum Tiber, zurückzog, und verfiel in weiterer Folge. Während des 9. Jahrhunderts wurden die Bodenplatten aus Travertin abgetragen und das Caesarforum landwirtschaftlich genutzt. In den antiken Ruinen wurden Gemüsegärten und kleine Holzhütten errichtet und unterhalten. Obstgärten sind ebenfalls bezeugt. Mitte des 10. Jahrhunderts entstand auf dem Areal des Caesarforums wieder ein kleines Wohnviertel, bestehend aus eingeschossigen Häusern aus ungebranntem Lehm, mit einfachen Stroh- oder Holzschindeldächern. Durch einsetzende Versumpfung wurde dieses Stadtviertel im 11. Jahrhundert wieder verlassen und das Bodenniveau erhöhte sich signifikant. Während des 13. Jahrhunderts wurden die völlig verländlichten Gebiete der Foren Caesars und Augustus und Vespasians angrenzendes Templum Pacis als weitläufige Gemüsegärten im Besitz verschiedener Kirchen und Klöster, wie der von Papst Honorius I. in der Curia Iulia eingerichteten Kirche Sant’Adriano al Foro Romano oder der nahen Basilika Santi Cosma e Damiano genutzt. Während der Renaissance war das Caesarforum mit einem lockeren Wechsel aus verschiedenen Obst- und Gemüsegärten und Wohnhäusern überbaut, welche sich nach den Bauanstrengungen Kardinal Michele Bonellis im 17. Jahrhundert zum sogenannten Alessandrino-Viertel zusammengeschlossen hatten. Durch verbesserte Lebensbedingungen im 17. und 18. Jahrhundert wichen die bescheidenen Häuser der Gegend schon bald prächtig ausgebauten Palazzi von Künstlern wie Flaminio Ponzio oder Martino Longhi. Während Mussolinis Diktatur Anfang der 1920er Jahre wurden Pläne gefasst, das Alessandrino-Viertel abzureißen und – nach archäologischen Untersuchungen der darunter liegenden Kaiserforen – eine Verbindungsstraße zwischen dem Kolosseum und der Piazza Venezia, die Via dell’Impero, zu errichten. Im Zuge dessen wurde das Caesarforum in den Jahren 1930 bis 1932 ausgegraben und ist heute wieder offen sichtbar, mit Ausnahme des östlichen Bereichs, der von der Via dei Fori Imperiali überdeckt wird. Von 1998 bis 2008 fanden zwei weitere Ausgrabungskampagnen statt, durchgeführt von der Soprintendenza per i Beni Culturali der Stadt Rom.

## Galerie

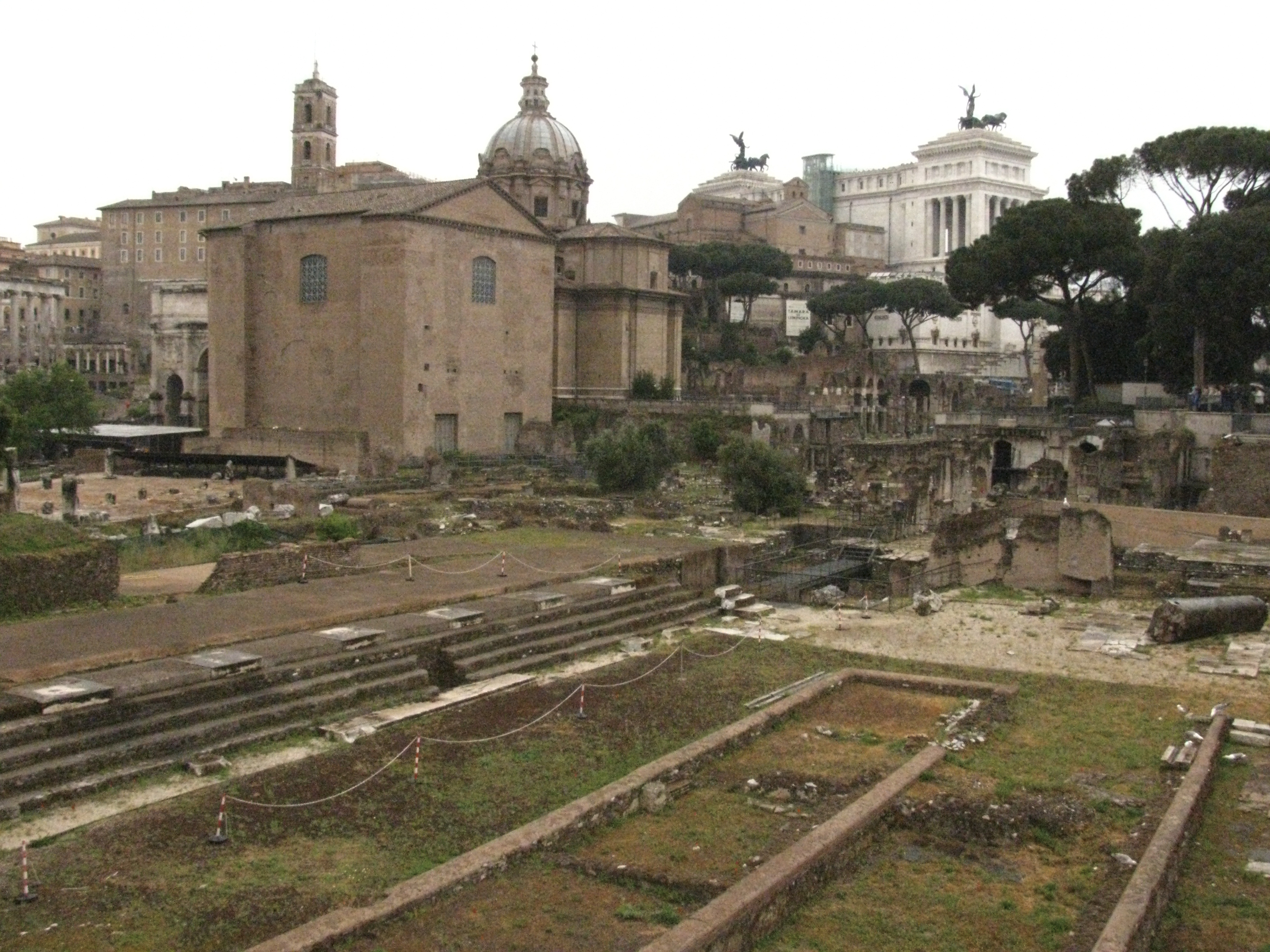
Caesarforum mit Blick auf die Curia Iulia
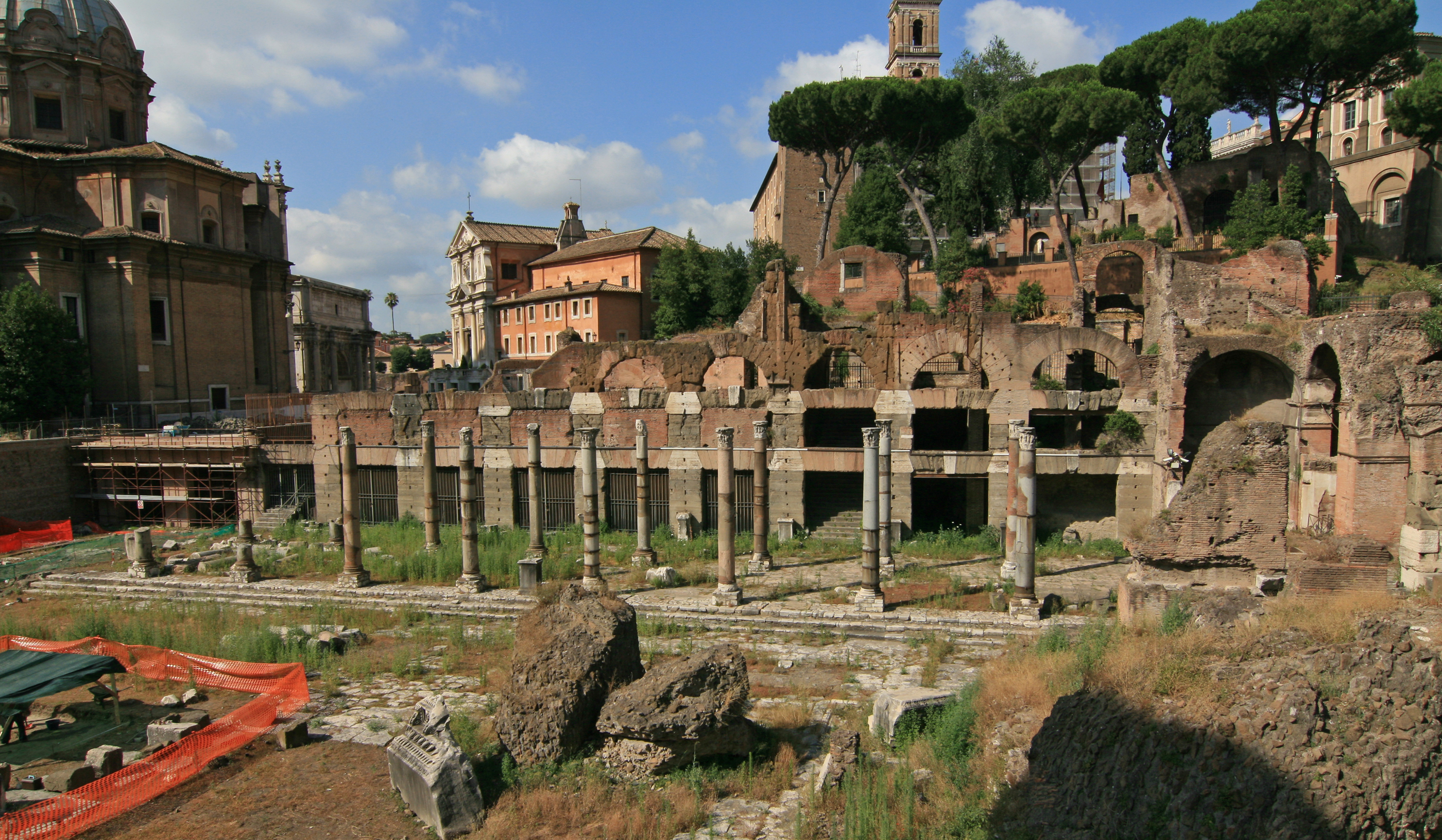
Überreste des westlichen Portikus
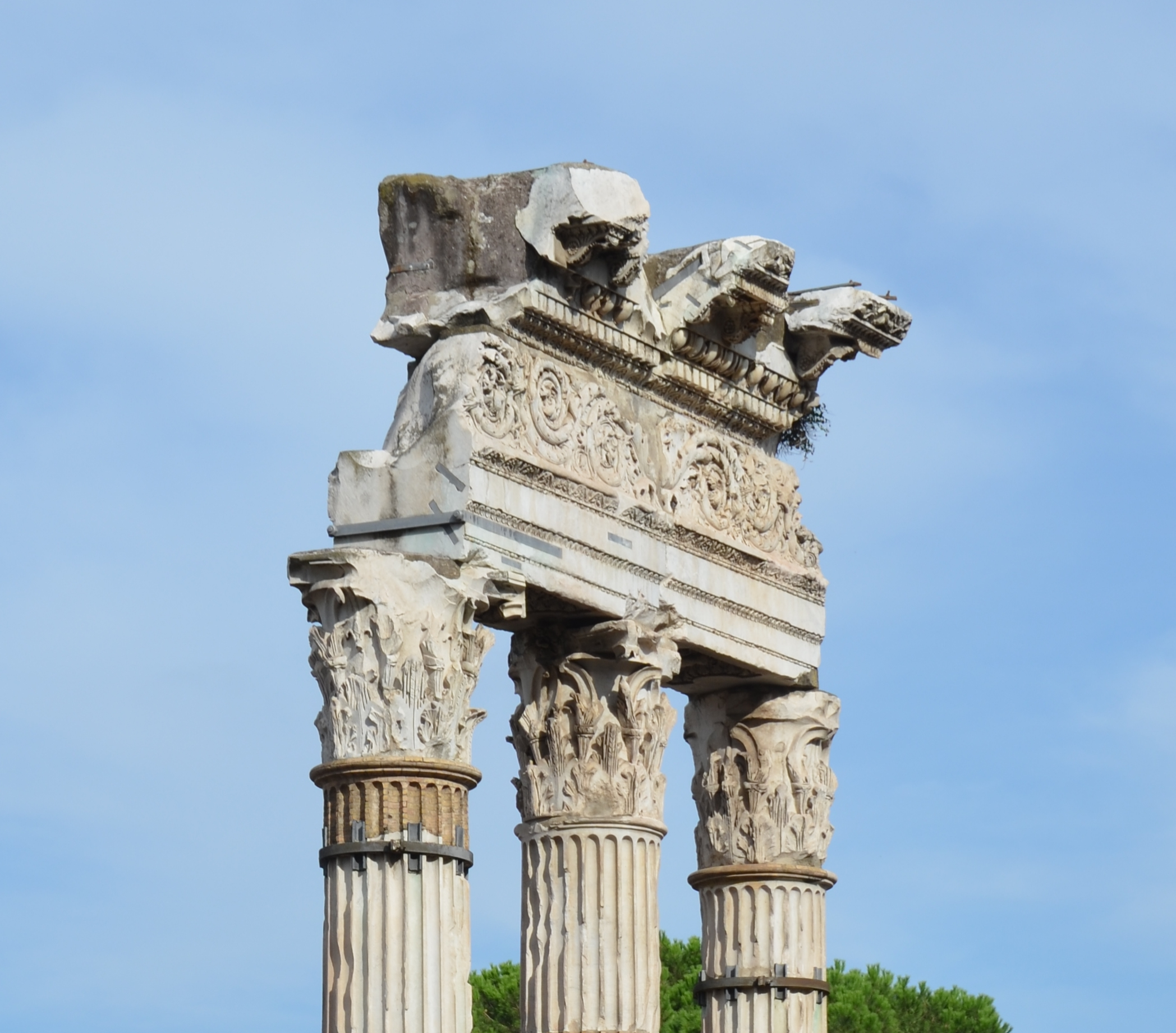
Tempelsäulen – Detail
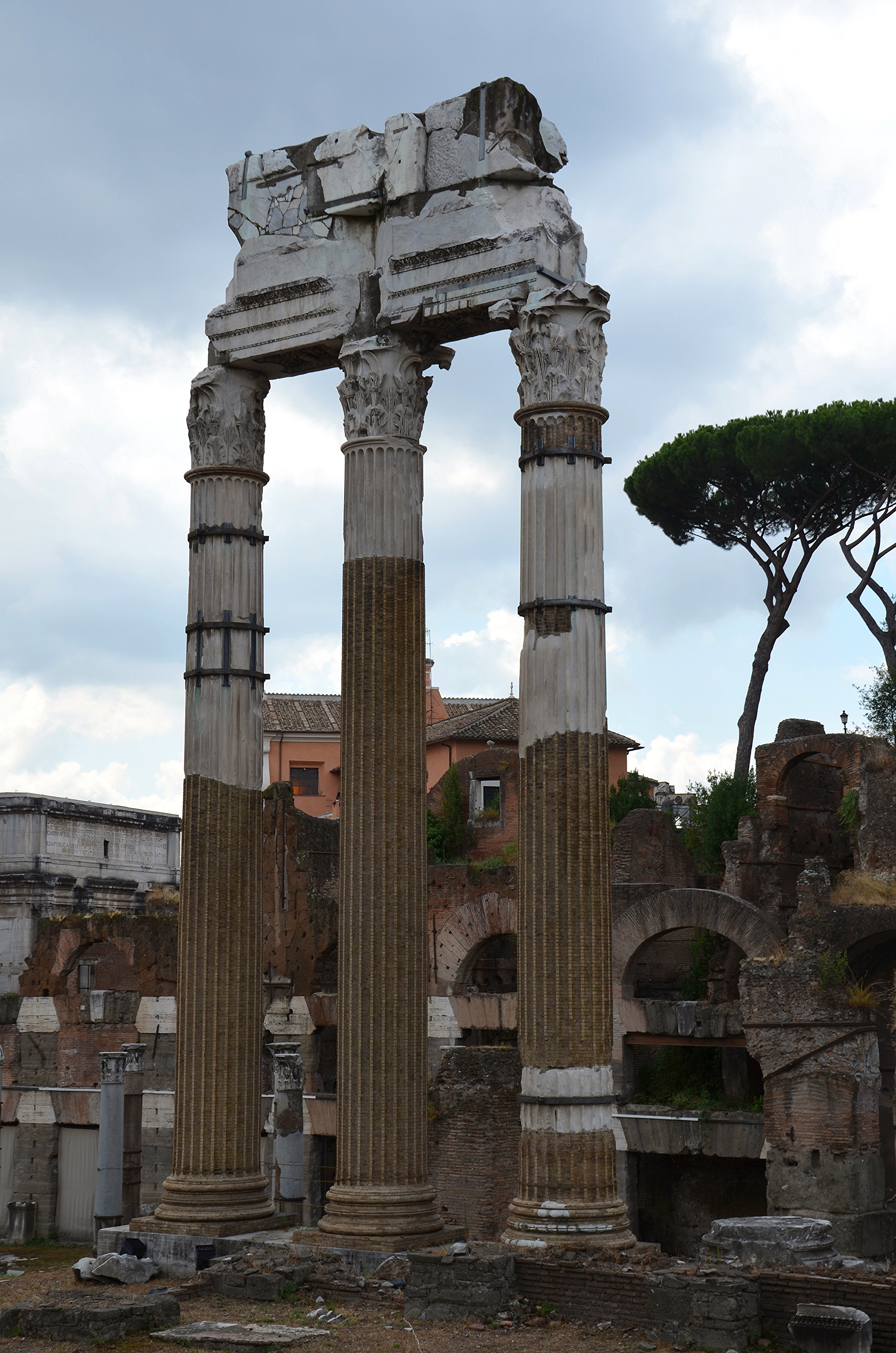
Säulen des Tempels der Venus Genetrix
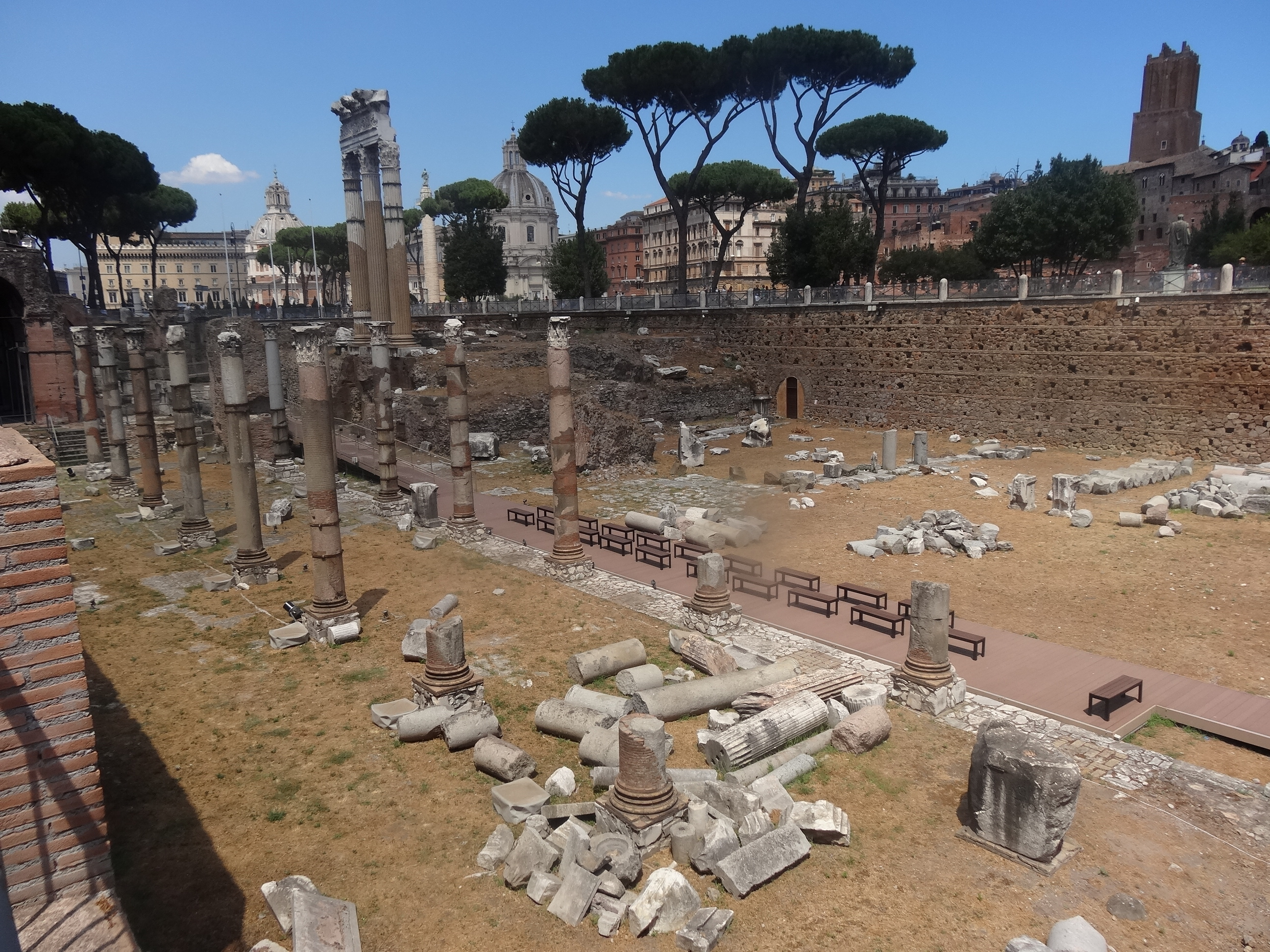
Caesarforum mit Blick nach Osten